# How Do You Dance?
Albums de Telex
Les Rythmes Automatiques
(1989) Ultimate Best Of
(2009)
How Do You Dance? est le sixième album du groupe belge Telex. La première piste de cet album est une reprise de On the Road Again de Canned Heat. Il contient le clip de la même chanson.

## Album original
| No  | Titre                    | Durée |
| --- | ------------------------ | ----- |
| 1.  | On the Road Again        | 3:01  |
| 2.  | How Do You Dance?        | 4:28  |
| 3.  | This Is Your Song        | 4:50  |
| 4.  | #1 Song In Heaven        | 6:29  |
| 5.  | J'aime La Vie            | 3:07  |
| 6.  | White Noise              | 3:22  |
| 7.  | Move!                    | 4:22  |
| 8.  | Jailhouse Rock           | 3:31  |
| 9.  | Do Worry                 | 4:08  |
| 10. | La Bamba                 | 4:07  |
| 11. | On The Road Again [CLIP] | 3:01  |